# یوئیچی تاکاهاشی
یوئیچی تاکاهاشی (به ژاپنی: 高橋 陽一, Takahashi Yōichi) (متولد ۲۷ ژوئیه ۱۹۶۰) کاریکاتوریست و مانگاکا ژاپنی است که بیشتر بخاطر کاپیتان سوباسا شناخته می‌شود. تاکاهاشی کتابهای هنری، مانگا، رمان و راهنما منتشر کرده‌است که بیشتر آنها دربارهٔ کاپیتان سوباسا است. وی دربارهٔ ساخت کارتون کاپیتان سوباسا می‌گوید: «۱۸ ساله بودم که جام جهانی ۱۹۷۸ را نگاه می‌کردم، تیم ژاپن در آن زمان تیم خوبی نداشت. سه سال بعد کارتون را تولید کردم.» او برای ساخت این کارتون به تنهایی تحت تأثیر فوتبالیست‌های ژاپنی قرار گرفته بود و کاپیتان سوباسا باعث شده بود فوتبال ژاپن پیشرفت زیادی کند. در سال۱۹۹۴ این انیمه به شدت کرده بود بخاطر اینکه تیم ملی ژاپن از رقابت‌های جام جهانی حذف شده بود. وی لباس‌های نوجوانان ژاپن را در سری J این انیمه را از لباس‌های مردم ژاپن الهام گرفته بود و سریJ را از لیگJ ژاپن الهام گرفته بود. همچنین نام برخی از شخصیت‌ها را از دنیای واقعی الهام گرفته بود.